# Niccolò Bettoni

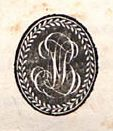
Marca tipografica di Bettoni

Niccolò (o Nicolò) Bettoni (Portogruaro, 24 aprile 1770 – Parigi, 19 novembre 1842) è stato un editore e tipografo italiano.

## Biografia
Figlio di Giampietro Bettoni e Angela Zanon, figlia del ricco industriale del settore tessile e autore di scritti economici Antonio Zanon, compì i propri studi presso il Seminario di Portogruaro, in cui ebbe di certo come compagno quel Girolamo Ortis alla tragica fine del quale si ispirò Ugo Foscolo nelle Ultime lettere di Jacopo Ortis. Nel 1810 sposò la bresciana Maddalena Bellegrandi.

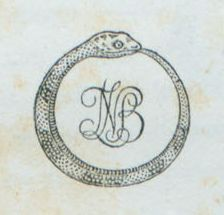
Marca tipografica di Bettoni

Nel 1787 frequentò per un solo anno la facoltà giuridica dell'Università degli Studi di Padova.
A partire dal 1788 ricoprì vari incarichi amministrativi. Nel 1797, caduta la Repubblica di Venezia, venne nominato amministratore della provincia di Udine ma si dimise dall'incarico dopo il trattato di Campoformido. Fu chiamato a Brescia, nel 1800, a ricoprire la carica di Segretario Generale della Prefettura del Mella e nel 1803 quella di Ispettore della Tipograﬁ a Dipartimentale del Mella.
Appassionatosi all'arte tipografica in seguito ad un incontro con Giovanni Bodoni, nel 1806 acquistò la "Tipograﬁa Dipartimentale del Mella" (Brescia) dove verranno stampate, tra l'altro, la prima edizione dei Sepolcri di Ugo Foscolo (fratello massone del Bettoni), e la prima edizione dell'Iliade di Vincenzo Monti. Dalla sua tipografia uscì «Il redattore del Mella», giornale ufficiale del dipartimento napoleonico bresciano.
Nel 1808 aprì la seconda tipograﬁa, a Padova, con il nome "Nicolò Zanon Bettoni" della cui direzione fu incaricato il latinista Giuseppe Codognato. La tipografia, ceduta nel 1819, avrebbe proseguito l'attività con il nome "Tipograﬁa della Minerva".
Aprì una terza tipograﬁa in Alvisopoli nel 1810 affidandone la direzione al fratello Giovanni. Tre anni più tardi, nel 1813 la tipografia "Alvisopoli" verrà ceduta e trasferita a Venezia dove acquisterà fama sotto la direzione di Bartolomeo Gamba.
Nel 1812, cessarono le pubblicazioni de «Il redattore del Mella». La tipografia iniziò le pubblicazione del «Giornale del Dipartimento del Mella» che, nel febbraio 1816, cambiò testata nel «Giornale della Provincia bresciana» in rispetto alla mutata situazione politica.
Nel 1819 aprì una quarta tipograﬁa a Milano, vicino al Teatro alla Scala. L'imperatore d'Austria Francesco I, visitandola nel 1825 avallò un prestito di 4.000 ﬁorini che l'editore investì aprendo una quinta tipograﬁa a Portogruaro, la "N. Bettoni e Figli". Scaduto il termine per la restituzione del prestito Bettoni incominciò però ad avere problemi finanziari.
Nel 1832, dopo la rovina della tipograﬁa di Milano, seguì quella delle tipograﬁe di Brescia e Portogruaro. A maggio Bettoni decise dunque di trasferirsi a Firenze dove intendeva dar vita al Panteon delle Nazioni, una serie di ritratti di uomini illustri ma il progetto fallisce per la severità della Censura del Granducato. In settembre partì per Parigi, imbarcandosi clandestino sulla nave francese Sully.
A Parigi riprese il progetto del Panteon delle Nazioni di cui escono nel 1835 i primi quattro fascicoli.
Dopo anni di disavventure e delusioni, perseguitato dai creditori, morì a Parigi il 19 novembre 1842.
A lui è intitolata la Biblioteca Comunale di Portogruaro.

## Produzione Tipografica
- Aglaja Anassillide, Rime pastorali, 1807.
- Ugo Foscolo, Dei Sepolcri, 1807.
- Isabella Teotochi Albrizzi, Ritratti, 1808.
- Vincenzo Monti, Iliade, 1811.
- A.A. V.V., Vite e ritratti di donne illustri, 1815[3].
- Vincenzo Drago, Storia della antica Grecia dalla giunta dei titani all'incendio di Corinto, 1820
- A.A. V.V., Vite e ritratti di venticinque uomini illustri, 1823.
- Biblioteca portatile di agricoltura pratica, 1826[4].
- Nicolò Bettoni, I castelli in aria: Copia di lettera ad Enrichetta, 1829.
- Fiore degli oratori sacri italiani, 1830.
- Lucio Anneo Seneca, Volgarizzamento della 24. e 25. pistola di Seneca in continuazione di quelle pubblicate negli anni 1820 - 22 - 24 - 26. Testo di lingua inedito, 1831.

## Invenzioni
Al Bettoni si deve l'invenzione del torchio a pressione cilindrica (l'innovazione consisteva nel modo di pressione: non più con un braccio di leva ma con una manovella che faceva scorrere il piano sotto un cilindro) grazie al quale vinse, nel 1824, il premio per le Belle Arti all'Esposizione di arti e manifatture dell'Ateneo Bresciano.
Bettoni offrì un modello del suo nuovo torchio allo Zar Nicola I di Russia che ricambiò con il dono di un piccolo torchio, di quelli in uso nelle stamperie 
del suo Stato Maggiore.